# Finale du Grand Prix IAAF 1996
Navigation
Édition précédente Édition suivante
La 12e Finale du Grand Prix de l'IAAF a eu lieu le 7 septembre 1996 à l'Arena Civica de Milan. Dix-huit épreuves figurent au programme (10 masculines et 8 féminines).

## Classement général

### Hommes
1. Daniel Komen : 103 points
2. Jonathan Edwards : 99 points
3. Dennis Mitchell : 95 points

### Femmes
1. Ludmila Engquist : 93 points
2. Merlene Ottey : 90 points
3. Michelle Freeman : 85 points

## Résultats

### Hommes
| Épreuves          | Or                                     | Argent                                   | Bronze                            |
| ----------------- | -------------------------------------- | ---------------------------------------- | --------------------------------- |
| 100 m             | Dennis Mitchell États-Unis 9 s 91      | Donovan Bailey Canada 9 s 95             | Osmond Ezinwa Nigeria 10 s 05     |
| 400 m             | Michael Johnson États-Unis 44 s 53     | Anthuan Maybank États-Unis 45 s 19       | Derek Mills États-Unis 45 s 24    |
| 1 500 m           | Hicham El Guerrouj Maroc 3 min 38 s 80 | Noureddine Morceli Algérie 3 min 39 s 69 | Laban Rotich Kenya 3 min 39 s 76  |
| 5 000 m           | Daniel Komen Kenya 12 min 52 s 38      | Salah Hissou Maroc 12 min 54 s 83        | Paul Koech Kenya 13 min 00 s 67   |
| 400 m haies       | Derrick Adkins États-Unis 48 s 52      | Torrance Zellner États-Unis 48 s 92      | Samuel Matete Zambie 49 s 36      |
| Triple saut       | Jonathan Edwards Royaume-Uni 17,59 m   | Yoelbi Quesada Cuba 17,39 m              | Kenny Harrison États-Unis 17,21 m |
| Saut en hauteur   | Patrik Sjöberg Suède 2,33 m            | Steinar Hoen Norvège 2,30 m              | Artur Partyka Pologne 2,30 m      |
| Saut à la perche  | Maksim Tarasov Russie 5,90 m           | Igor Potapovich Kazakhstan 5,85 m        | Igor Trandenkov Russie 5,80 m     |
| Lancer du marteau | Lance Deal États-Unis 82,52 m          | Igor Astapkovich Biélorussie 79,84 m     | Heinz Weis Allemagne 78,38 m      |
| Lancer du poids   | John Godina États-Unis 21,18 m         | Randy Barnes États-Unis 21,14 m          | Paolo Dal Soglio Italie 21,13 m   |

### Femmes
| Épreuves          | Or                                       | Argent                              | Bronze                                      |
| ----------------- | ---------------------------------------- | ----------------------------------- | ------------------------------------------- |
| 100 m             | Merlene Ottey Jamaïque 10 s 74           | Gail Devers États-Unis 10 s 83      | Mary Onyali Nigeria 11 s 00                 |
| 400 m             | Cathy Freeman Australie 49 s 60          | Falilat Ogunkoya Nigeria 49 s 73    | Pauline Davis-Thompson Bahamas 49 s 87      |
| 1 500 m           | Svetlana Masterkova Russie 4 min 11 s 42 | Patricia Djaté France 4 min 12 s 12 | Yekaterina Podkopayeva Russie 4 min 12 s 14 |
| 5 000 m           | Roberta Brunet Italie 14 min 54 s 54     | Gete Wami Éthiopie 14 min 55 s 78   | Pauline Konga Kenya 14 min 56 s 32          |
| 100 m haies       | Ludmila Engquist Suède 12 s 61           | Michelle Freeman Jamaïque 12 s 69   | Dawn Bowles États-Unis 12 s 76              |
| Saut en longueur  | Inessa Kravets Ukraine 7,07 m            | Heike Drechsler Allemagne 6,87 m    | Fiona May Italie 6,86 m                     |
| Lancer du disque  | Ilke Wyludda Allemagne 64,74 m           | Ellina Zvereva Biélorussie 64,66 m  | Nicoleta Grasu Roumanie 63,64 m             |
| Lancer du javelot | Tanja Damaske Allemagne 66,28 m          | Steffi Nerius Allemagne 65,76 m     | Oksana Ovchinnikova Russie 65,30 m          |